# べにたま
「べにたま」は、埼玉県が開発したイチゴ品種。埼玉県農業技術研究センターが2021年に育成し、2023年12月から本格生産を始めている。

## 開発
埼玉県の育成品種「あまりん」に三重県の品種「かおり野」を交配して育成された品種である。
埼玉県では先行して、同県独自のイチゴ品種「あまりん」「かおりん」を開発していたが、これらは市場への出荷というよりも、観光農園などでの直売が中心だった。また、埼玉県産イチゴの主力品種であるとちおとめと比較して、収穫開始時期があまりんは2週間程度、かおりんは2週間から1か月程度遅く、収穫量も多収量の品種に比べて3分の2程度にとどまることから、早生性・収量性に優れた品種の開発が求められた。そこで、これらの要求を満たす一般市場向け品種の育成に2012年より着手し、2021年に「いちご彩6号」の名で育成された。「べにたま」の名称で品種登録が行われ、2021年9月16日付『官報』で出願公表された。
加須市北川辺地域で試験栽培が行われた結果、北川辺では「べにたま」の人気が高まり、2023年時点ではこの地域のイチゴ農家9軒のうち8軒が「べにたま」を主力に切り替えている。2025年時点では加須市北川辺地域のほか、吉見町、川島町、久喜市菖蒲地区、志木市で栽培が行われている。

## 名称
名称は、埼玉県の公式SNSなどで埼玉県民、イチゴ生産者、職員から募集を行い、集まった378件の中から選出されたもので、イチゴの色から「紅」、埼玉や丸い果実のイメージから「玉」の文字の2文字を合わせて「べにたま」となった。

## 特徴
甘み、酸味、香りのバランスが良い。果肉がしっかりしていることから輸送にも適し、埼玉県内外に広く流通が可能な品種となっており、11月下旬から5月ごろまで流通している。
味や形状も安定していて、ばらつきが少ない。比較的大きめな粒が多い。また、果肉は真っ白であるのも特徴。
早生性で、一般的なイチゴの品種と比べて成育は早いが、その分、肥料が必要であり、水を与える時間も長くなる。

## 賞歴
2023年に日本野菜ソムリエ協会が開催した「クリスマスいちご選手権」では、日本各地からエントリーされた34品のクリスマスいちごのうち、加須市の「べにたま」が1位を獲得した。